# Anadia marmorata
Espèce
Synonymes
- Argalia marmorata Gray, 1846
- Argalia olivacea Gray, 1847
- Gerrhonotus poecilochlus Lichtenstein, 1856

Statut de conservation UICN

 LC  : Préoccupation mineure
Anadia marmorata est une espèce de sauriens de la famille des Gymnophthalmidae.

## Répartition et habitat
Cette espèce est endémique au nord du Venezuela. On la trouve entre 1 100 et 2 300 m. Elle vit dans la forêt de nuage.

## Publication originale
- Gray, 1846 : Description of a new family and genus of lizards from Colombia. Annals and magazine of natural history, sér. 1, vol. 18, p. 67 (texte intégral).